# A Rocket to the Moon
A Rocket to the Moon, également abrégé ARTTM, est un groupe américain de rock alternatif, originaire de Baintree, dans le Massachusetts. Il est formé en 2006 par Nick Santino. Le groupe se sépare en août 2013.

## Biographie
A Rocket to the Moon fait son apparition en 2006. C'est à la base le projet solo de Nick Santino. En 2008, pour son apparition au Bamboozle (célèbre festival US), Nick a ensuite, avec l'aide de The Maine, rassemblé d'autres musiciens uniquement pour se produire en live. Mais c'est un passage au Total Request Live avec Dakota qui l'a en quelque sorte révélé. A Rocket to the Moon signe donc chez Decaydance, mais le label se désistera pour des raisons inconnues,. Ils signent finalement chez Fueled By Ramen en août 2008. La sortie de l'EP Greetings from…, contenant Dakota et If Only They Knew, s'est très vite enchainée.
Le premier album, On Your Side, est enregistré début 2009. Et c'est en mai 2009 que Justin Richards et Eric Halvorsen, qui n'étaient alors « que » respectivement le guitariste et le bassiste de tournée, sont officiellement inclus comme membre du groupe à part entière. Le clip de If Only they Knew est alors tourné. Ils participent alors à de nombreux festivals, notamment au prestigieux Warped Tour, aux côtés de grands noms de la scène américaine tels que All Time Low, Paramore, The Maine, Cobra Starship, Forever the Sickest Kids, We the Kings, et The Ataris. Peu de temps avant la sortie de l'album (fin 2009), Andrew Cook (anciennement batteur de The Receiving End of Sirens), est officiellement reconnu comme le batteur du groupe.
Le groupe décide finalement de se séparer en août 2013, après un dernier concert au Bazooka Rocks II Music Festival, aux Philippines. Nick Santino poursuit depuis une carrière solo.

## Membres
- Nick Santino - chant, guitare rythmique
- Justin Richards - guitare, chœurs, bongos
- Eric Halvorsen - guitare basse, chœurs
- Andrew Cook - batterie

## Discographie

### Albums studio
- 2009 : On Your Side
- 2012 : Wild and Free

### EP
- 2006 : Your Best Idea
- 2007 : Summer 07 EP
- 2008 : Greetings From... EP
- 2010 : The Rainy Day Sessions EP

### Singles
- 2009 : Santa Claus Is Coming to Town
- 2009 : Like We Used to